# Orvilliers
Orvilliers ist eine französische Gemeinde mit 935 Einwohnern (Stand: 1. Januar 2022) im Département Yvelines in der Region Île-de-France. Sie gehört zum Arrondissement Mantes-la-Jolie und zum Kanton Bonnières-sur-Seine (bis 2015: Kanton Houdan). Die Einwohner werden Orvillierois genannt.

## Geographie
Orvilliers liegt etwa 51 Kilometer westlich von Paris. Umgeben wird Orvilliers von den Nachbargemeinden Mulcent im Norden, Prunay-le-Temple im Osten, Richebourg im Süden sowie Civry-la-Forêt im Westen und Nordwesten.

## Bevölkerungsentwicklung
| Jahr                      | 1962 | 1968 | 1975 | 1982 | 1990 | 1999 | 2006 | 2013 | 2021 |
| Einwohner                 | 277  | 270  | 286  | 381  | 479  | 484  | 566  | 741  | 946  |
| Quelle: Cassini und INSEE |      |      |      |      |      |      |      |      |      |

## Sehenswürdigkeiten

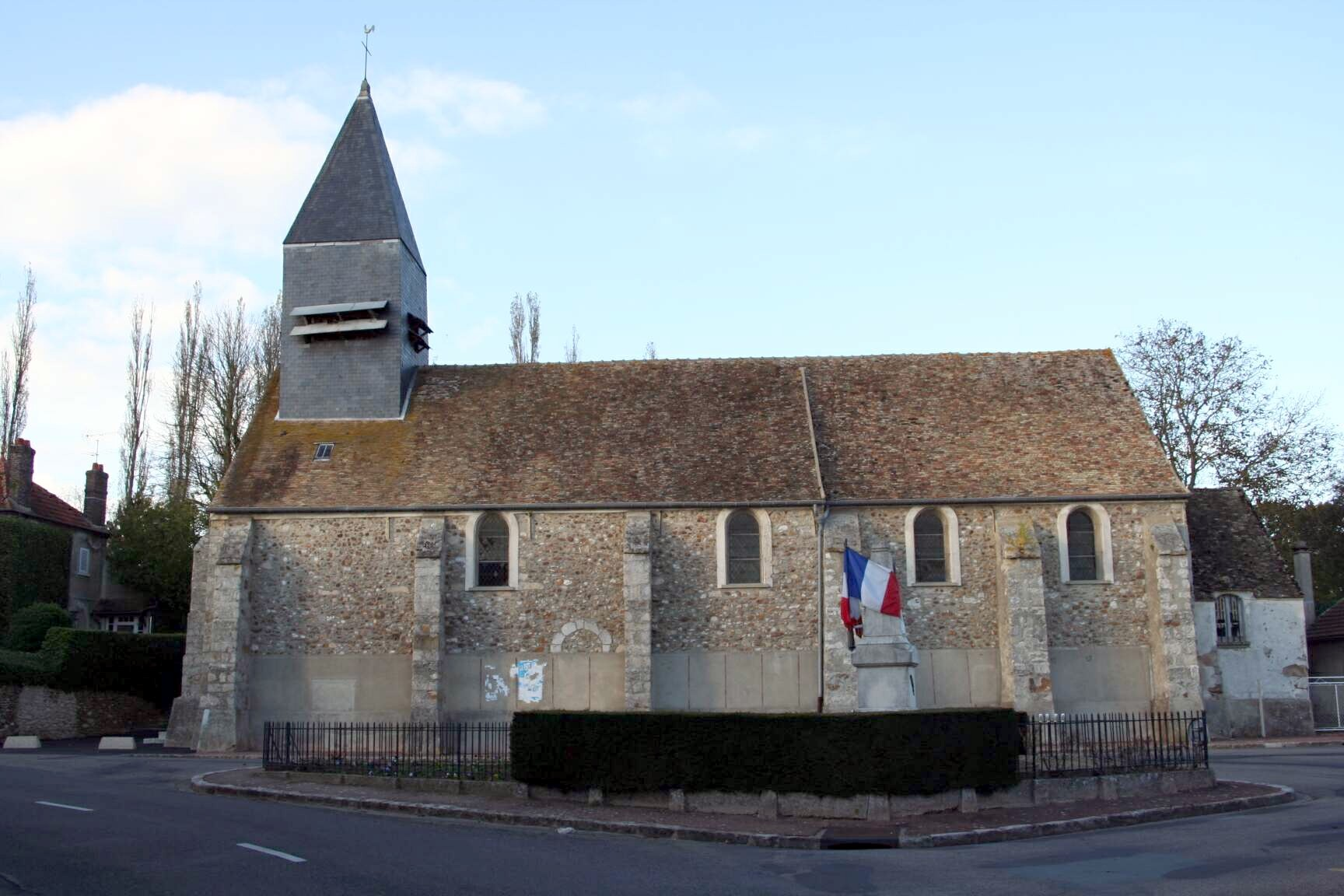
Kirche Saint-Martin

- Kirche Saint-Martin, 1608 erbaut

## Persönlichkeiten
- Georges Pompidou (1911–1974), Präsident der französischen Republik, hier begraben